# Gina Werfel
Gina Werfel (* 1. Juli 1951 in Brooklyn) ist eine amerikanische Malerin und Lehrerin. Sie ist Professorin für Kunst an der University of California in Davis, Kalifornien.

## Leben und Werk
Gina Werfel studierte Kunst am Hamilton College (Kirkland College) in Clinton und erhielt 1974 den Abschluss Bachelor of Arts. Anschließend leitete sie bis 1975 die Paris Summer Session an der New York Studio School und beendete ihr Studium 1979 an der Columbia University mit dem Master of Fine Arts. Von 1991 bis 1997 war sie Professor am Randolph-Macon Woman’s College in Lynchburg (Virginia). Anschließend war sie bis 2000 an der University of Connecticut Professor und Leiterin der Abteilung für Kunst und Kunstgeschichte. Seit 2000 ist sie Professorin für Kunst an der University of California in Davis. 2017 hat Werfel für den Burnett Miller Park in Sacramento einen mehrteiligen öffentlichen Kunstauftrag abgeschlossen. Ihre Arbeiten wurden in zahlreichen Ausstellungen in den USA und im Ausland gezeigt. Werfel ist mit dem Maler Hearne Pardee verheiratet, der ebenfalls Professor für Kunst an der UC Davis ist.

## Einzelausstellungen (Auswahl)
- 1980:  Prince Street Gallery, New York, NY
- 1981:  Colby College Museum of Art, Waterville, ME
- 1982:  Prince Street Gallery, New York, NY
- 1982:  University of Maine, Farmington, ME
- 1983:  College of William and Mary, Williamsburg, VA
- 1983:  Colby College Museum of Art, Waterville, ME
- 1985:  Prince Street Gallery, New York, NY
- 1986:  Prince Street Gallery, New York, NY
- 1989:  Prince Street Gallery, New York, NY
- 1992:  Maier Museum of Art, Lynchburg, VA
- 1993:  Monty Stabler Galleries, Birmingham, AL
- 1994:  Prince Street Gallery, New York, NY
- 1995:  Monty Stabler Galleries, Birmingham, AL
- 1998:  Prince Street Gallery, New York City
- 2001:  Prince Street Gallery, New York City
- 2003:  Prince Street Gallery, New York City
- 2004: Mondavi Winery, Vineyard Gallery, Napa, CA
- 2005:  B.Sakata Garo Gallery, Sacramento, CA
- 2006:  Monty Stabler Galleries, Birmingham, AL
- 2007:  Prince Street Gallery, New York City
- 2009:  Prince Street Gallery, New York City
- 2010:  Adler& Co Gallery, San Francisco, CA
- 2011:  California State University, Stanislaus
- 2012:  Jane Deering Gallery, Santa Barbara, CA
- 2013:  Google Headquarters, Mountain View, CA
- 2014:  Shasta College Art Gallery, Redding, CA,
- 2016:  Mondavi Winery, Clearing, Margrit Mondavi Gallery, Napa, CA
- 2017:  Coombs Gallery, Recollections, American University in Paris, Paris

## Auszeichnungen (Auswahl)
- 1981: Virginia Center for Creative Arts, Sweet Briar, VA (residency)
- 1984: Rockefeller Foundation, Bellagio, Italy (fellowship)
- 1986: Djerassi Foundation, Woodside, CA (residency)
- 1993: Yosemite National Park, Artist in Residence
- 2000: Connecticut Arts Commission Grant in Painting, Artist–in-Residence, Auvillar, France
- 2005 bis 2007: International School of Art, Montecastello, Italy, Senior Artist in Residence, Yosemite National Park, Artist in Residence
- 2016: American Academy in Rome, Visiting Artist, April 2016